# 亚历山德罗·卡尔卡泰拉
亚历山德罗·卡尔卡泰拉（義大利語：Alessandro Calcaterra，1975年5月26日—），意大利前男子水球运动员。他曾代表意大利参加1996年、2000年、2004年和2008年夏季奥林匹克运动会水球比赛。